# Мэндел, Хоуи
Ховард Майкл «Хоуи» Мэндел (англ. Howie Mandel; род. 29 ноября 1955) — канадский комик, актёр, телеведущий и актёр озвучивания.

## Биография
Родился в Уиллоудэйле, Торонто, в семье агента по недвижимости. Имеет еврейские корни. Является дальним родственником израильского скрипача Ицхака Перлмана. В юности был исключён из школы и некоторое время работал продавцом ковров.
Он более всего известен как ведущий игрового шоу Deal or No Deal на канале NBC. До своей карьеры телеведущего Мэндел был известен ролью Уэйна Фискуса в медицинской драме «Сент-Элсвер». Он также хорошо известен как создатель и актёр озвучивания детского мультсериала «Мир Бобби». 6 июня 2009 года он получил 2009 Game Show Awards на канале Game Show Network. Мэндел стал судьей на телешоу «В Америке есть таланты», заменив Дэвида Хассельхоффа в пятом сезоне шоу.
Мэндел дальтоник. Кроме того, он страдает гермофобией (иррациональный страх перед микробами) до такой степени, что не жмёт руку никому, в том числе участникам его шоу, если только на его руках не надеты резиновые перчатки.
4 сентября 2008 года Мэндел получил собственную звезду на Голливудской «Аллее славы».